# Faria Lemos
Faria Lemos é um município brasileiro do estado de Minas Gerais, mesorregião da Zona da Mata. De acordo como o censo realizado em 2022 sua população era de 3 188 habitantes. 

## Etimologia
O topônimo é uma homenagem ao advogado, presidente da Província de Minas Gerais (nomeado em 20 de março de 1886, de 1 de maio de 1886 a 8 de junho de 1886 e de 14 de junho de 1886 a 1 de janeiro de 1887.) e ministro do Supremo Tribunal Federal Francisco de Faria Lemos. 

## Geografia
Faria Lemos é banhada pelo rio Carangola e o ribeirão São Mateus, tem na Serra Azul seu ponto mais elevado de 1430 metros. A agropecuária é a sua principal atividade econômica, com destaque para a produção leiteira.

## Comarca
O município de Faria Lemos pertence à Comarca de Carangola.